# Ostrvica (Gospić)
Ostrvica falu Horvátországban Lika-Zengg megyében. Közigazgatásilag Gospićhoz tartozik.

## Fekvése
Gospićtól légvonalban 7 km-re, közúton 15 km-re keletre a Likai karsztmező keleti szélén, az A1-es autópályától 2 km-re keletre fekszik.

## Története
Az azonos nevű 764 méter magas hegyen találhatók Ostrvica (Osztrovica) középkori várának maradványai. A várat valószínűleg Disislavich (Desziszlávics) Novak, vagy fia Péter építhette. A várat már 1341-ben említik. 1408-ban Frangepán Miklós gróf birtokcserével jutott a vár fele részének birtokába, majd 1420-ban a vár többi részét is megvásárolta. 1449-ben a Frangepánok birtokmegosztásakor a vár Frangepán Dujimé lett, majd az ő halála után fia, Mihály kezére került. A Frangepánokat birtokukban V. László és Mátyás király is megerősítette.
1493-ban a korbávmezei csata idején Frangepán György tulajdona volt, aki 1522-ben a török veszély közeledtére a királyi katonaságnak adta át a várat. Valószínűleg Osztrovica vára is 1527-ben került török kézre. A török által elfoglalt várakat rögzítő 1577-es felsorolásban a szomszédos Barletén két várat is említenek, melyek közöl az egyik Osztrovica vára lehetett. 1689-ben szabadult fel a török uralom alól. 1696-ban Sebastijan Glavinić zenggi püspök vizitációjában a várat romosnak mondja. A török kiűzése után túlnyomórészt pravoszláv vlachok települtek ide. Később vegyesen szerb és horvát lakossága volt. A szerbek 1844-ben felépítették az Úr Mennybemenetele tiszteletére szentelt ortodox templomukat. A szerbek a helyi parókiához, a horvátok a bilaji plébániához tartoztak. 1857-ben 768, 1910-ben 794 lakosa volt. A trianoni békeszerződés előtt Lika-Korbava vármegye Gospići járásához tartozott. Ezt követően előbb a Szerb-Horvát-Szlovén Királyság, majd Jugoszlávia része lett.
1941. augusztus 3-án az usztasák 75 szerb nemzetiségű helyi lakost mészároltak le. Az augusztus 15-én megölt 81 szerb között is számos ostrvicai volt. A pravoszláv templomot lerombolták. 1991-ben lakosainak 80 százaléka szerb, 12 százaléka horvát nemzetiségű volt. 1991-ben szerb többségű lakossága a Krajinai Szerb Köztársasághoz csatlakozott. A „Vihar” nevű hadművelet során 1995. augusztus 6-án a horvát hadsereg visszafoglalta a települést, melynek szerb lakói elmenekültek. A falunak 2011-ben mindössze 16 lakosa volt.

## Lakosság
| Lakosság változása | Lakosság változása | Lakosság változása | Lakosság változása | Lakosság változása | Lakosság változása | Lakosság változása | Lakosság változása | Lakosság változása | Lakosság változása | Lakosság változása | Lakosság változása | Lakosság változása | Lakosság változása | Lakosság változása | Lakosság változása |
| ------------------ | ------------------ | ------------------ | ------------------ | ------------------ | ------------------ | ------------------ | ------------------ | ------------------ | ------------------ | ------------------ | ------------------ | ------------------ | ------------------ | ------------------ | ------------------ |
| 1857               | 1869               | 1880               | 1890               | 1900               | 1910               | 1921               | 1931               | 1948               | 1953               | 1961               | 1971               | 1981               | 1991               | 2001               | 2011               |
| 768                | 779                | 720                | 787                | 939                | 794                | 873                | 809                | 371                | 374                | 392                | 291                | 254                | 214                | 19                 | 16                 |

## Nevezetességei
- Osztrovica várának maradványai a falu feletti 764 méter magas Ostrvica-hegyen találhatók. Emilij Laszowski horvát történész leírása szerint a vár magjául szolgáló építmény 16 méter hosszú és 5 és fél méter széles volt. A falak 0,75 méter vastagok voltak, de már akkor is igen rossz állapotban álltak. A vártól keletre egy kerek ciszternát is talált. Laszowski a vármag körül 10 méterrel távolabb egy külső várat is megemlít, de a csekély maradványok miatt ennek a nyomvonala már nem volt követhető. A külsővár falai 1,2 méter vastagok voltak. A vár környéke az aknaveszély miatt ma nem közelíthető meg, így a maradványok mai állapota sem tudható.
- Úr Mennybemenetele tiszteletére szentelt szerb pravoszláv templomát a II. világháború idején lerombolták.